# Who (Unix)

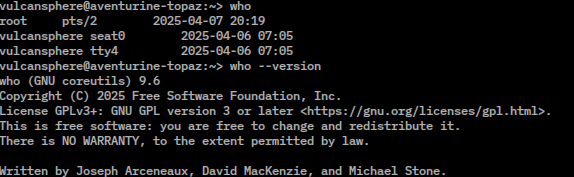
Captura de consola del comando who

who es un comando clásico de Unix que muestra rápidamente los usuarios que actualmente están autentificados en el sistema. Es información bastante general y poco detallada, en contraste al comando w, por ejemplo.
Este comando está incluido en la Single Unix Specification